# Apsaranycta bryophilina
Apsaranycta bryophilina là một loài bướm đêm trong họ Noctuidae.